# Corinne Chatel
Corinne Chatel (* um 1973) ist eine deutsch-französische Sängerin und Fernsehmoderatorin, die auch unter dem Namen Nightingale auftritt.

## Leben und Wirken
Chatel hat eine klassische Stimmausbildung und debütierte mit 17 Jahren. Sie erhielt mehrere Preise bei Jugend musiziert. Neben Kunstliedern und Opernarien sang sie auch Kirchenmusik; über Gospels und Spirituals lernte sie den Jazz kennen. Sie sang als Solistin in Oratorien, Musiktheaterproduktionen und Gospelkonzerten; dann studierte sie in München Jazz, wo sie u. a. auch von Sheila Jordan und Delcina Stevenson unterrichtet wurde.
1999 gründet Chatel ihr Quintett, mit dem sie 2000 ihr erstes Album aufnahm. 2001 erhielt es den Szenepreis des Bayerischen Rundfunks und der Süddeutschen Zeitung. Mit ihrer Band ist sie mehr als zehn Jahre lang regelmäßig auf vielen renommierten Bühnen und Festivals aufgetreten. Zwischen 2002 und 2003 arbeitete sie auch mit der Jazzpoint Bigband Wangen unter Leitung von Klaus Roggors; auch ging sie mit der Musiktheater-Produktion Barabli Hit, einer Hommage an Germain Muller, auf Tournee und trat mit Marcel Loeffler auf. Außerdem sang sie als Nightingale für den Soundtrack von Tatort: Mord am Fluss. Mit dem Kammermusikensemble des Sinfonieorchesters Baden-Baden interpretierte sie Gedichte von Pierre Louÿs. 2004 tourte sie in Deutschland und Frankreich mit ihrem Duoprogramm Piafissimo.
2005 war sie Solistin in der Produktion Jazz Meets Classics mit dem Sinfonieorchester Nancy tätig. Außerdem erarbeitete sie das Programm Hymne à l’amour mit ihrem Quintett. In dieser Zeit war sie auch als Sprecherin für Arte tätig. In den nächsten Jahren tourte sie mit verschiedenen Programmen. 2007 erhielt sie eine besondere Anerkennung beim internationalen Gesangswettbewerb Crest Jazz Vocal. 2011 trat sie mit dem Ensemble Stanislas beim internationalen Jazzfestivals Nancy Jazz Pulsations auf. Mit einer Band um Alexandra Grimal (mit Linda Esjö und Théo Girard) erarbeitete sie die Produktion Ingeborg Bachmann: Un portrait sonore / Ein Klangportrait. Als Artist in Residence wirkte sie 2013 im Musée Würth in Erstein, wo es zur Uraufführung ihres elektroakustischen Werkes Métamorphoses kam.

## Diskographische Hinweise
- Ma vie en rose (mit Stefan Sigg, Davide Roberts, Jürgen Richter, Thomas Elwenspoek; GLM 2000)
- Nightingale Métamorphoses (Futura, 2014)